# Miandoab
Miandoab (persisch میاندوآب; Mīāndūāb) ist eine Stadt in der iranischen Provinz West-Aserbaidschan südlich des Urmiasees. Die Bevölkerung beträgt knapp 129.000 Einwohner (2012).
Miandoab, das im aserbaidschanischen Qoshachay heißt, liegt in der Deltaregion der zwei Flüsse Zarrineh und Simineh, die beide in den Urmiasee münden. Daher leitet sich auch der persische Name Mian-do-ab ab, was zwischen den zwei Wassern bedeutet. Die Stadt ist von fruchtbarem Boden umgeben und es herrscht Mittelmeerklima. Seit dem frühen 20. Jahrhundert gibt es hier auch eine Zuckerfabrik.
Die Bevölkerungsmehrheit bilden Aserbaidschaner und daneben auch Kurden. Die meisten der Aseris sind Schiiten, aber daneben gibt es auch größere Gruppen von Ahl-e Haqq und Aleviten in und um Miandoab. Vor der Islamischen Revolution 1979 lebten hier auch viele Bahai.

## Persönlichkeiten
- Isaac Kalimi (* 1952), israelischer Judaist, Bibelwissenschaftler und Historiker für die Geschichte des Alten Israels